# استكشاف آيو

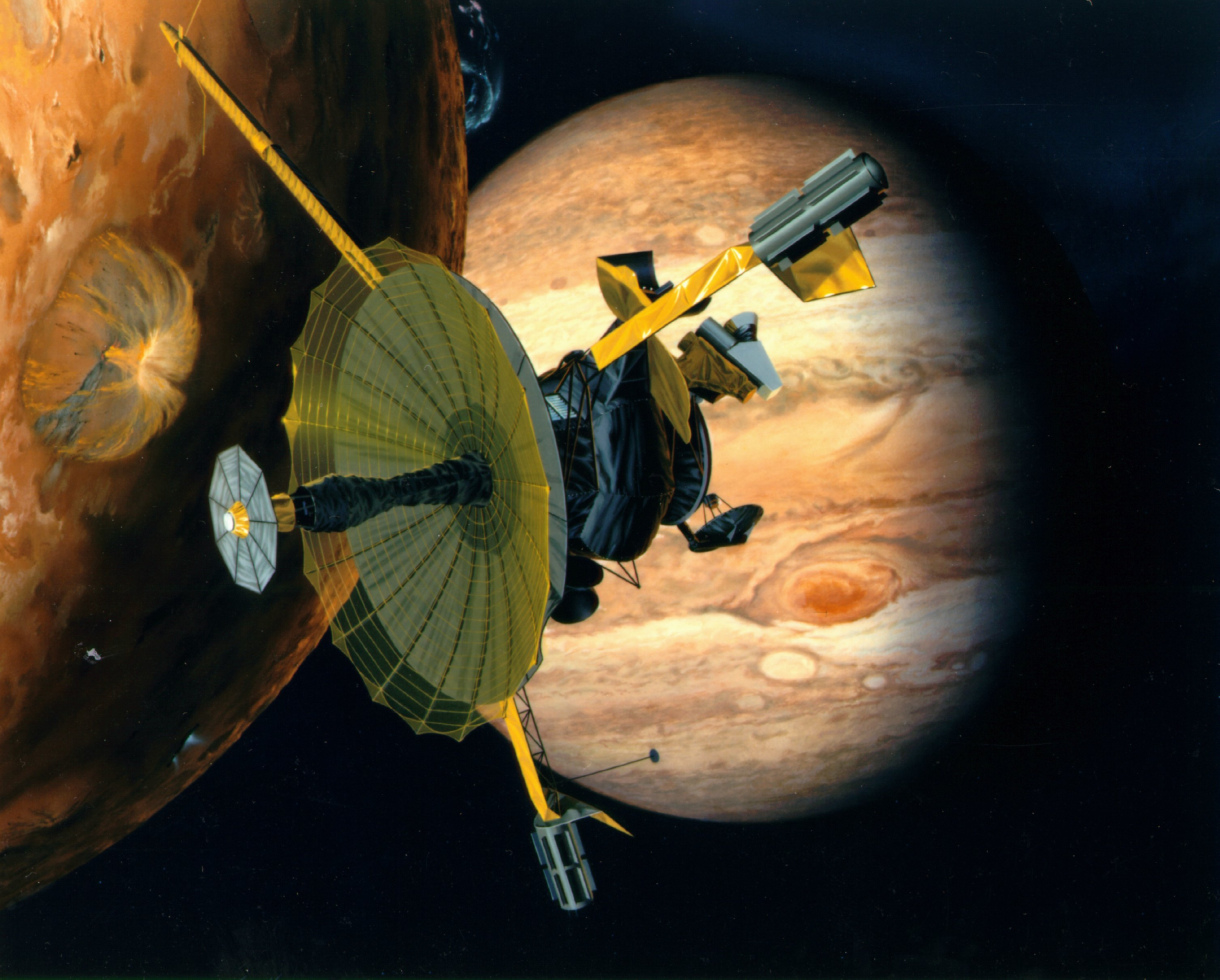

بدأت عملية استكشاف قمر غاليليو الداخلي للمشتري وثالث أكبر أقماره آيو بشكل متزامن مع اكتشافه في عام 1610، واستمرت حتى يومنا هذا باستعمال الأرصاد الأرضية، وزيارة نظام المشتري عن طريق مركبة فضائية. كان الفلكي الإيطالي الشخص الأول الذي رصد آيو في 8 يناير، 1610، على الرغم من أنّ سيمون ماريوس ربما قد رصده قريبًا من ذلك الوقت. خلال القرن السابع عشر، ساعدت أرصاد آيو بالإضافة إلى أرصاد أٌقمار غاليليو الأخرى صانعي الخرائط والمساحين في قياس خطوط الطول، بالإضافة إلى التحقق من قانون كبلر الثالث للحركة الكوكبية، وفي قياس سرعة الضوء. أنشأ بيير سيمون لابلاس استنادًا إلى التقويم الفلكي الذي وضعه الفلكي جيوفاني كاسيني وآخرون نظرية رياضية لشرح المدارات الرنانة لثلاثة من أقمار المشتري، وهي آيو، وأوروبا، وغانيميد. اكتُشف لاحقًا أن هذا الرنين يمتلك تأثيرًا عميقًا على جيولوجيا هذه الأقمار. سمحت تقنيات التلسكوبات المُحسنة في نهاية القرن التاسع عشر والقرن العشرين للفلكيين بتحليل السمات السطحية للقمر آيو على نطاق واسع، بالإضافة إلى تقدير قطره وكتلته.
أعطى ظهور الرحلات الفضائية غير المأهولة في خمسينيات وستينيات القرن العشرين الفرصة لرصد آيو عن قرب. اكتُشف تأثير القمر على المجال المغناطيسي للمشتري في ستينيات القرن العشرين. أعطت تحليقات المسبارين بيونير10 وبيونير 11 ضمن برنامج بيونير في عامي 1973، و1974 القياسات الدقيقة الأولى لكتلة آيو وحجمه. كشفت بيانات مسباري بيونير أيضًا حزام كثيف من الإشعاع بالقرب من آيو، وأشارت إلى وجود غلاف جوي. في عام 1979، حلقتي مركبتي فوياجر خلال نظام المشتري. رصدت فوياجر1 خلال لقائها مع آيو في مارس 1979 البراكين النشطة على سطحه لأول مرة، ورسمت خريطة لسطحه بشكل مفصل، وبشكل خاص الجانب الذي يواجه المشتري. رصدت مركبتي فوياجر حيد البلازما الخاص بآيو، وغلاف آيو الجوي من ثاني أوكسيد الكبريت (إس أو 2) لأوّل مرة. أطلقت ناسا المركبة الفضائية غاليليو في عام 1989، التي دخلت مدارًا حول المشتري في ديسمبر 1995. سمحت غاليليو بدراسة تفصيلية لكل من كوكب المشتري وأقماره، وتضمن ذلك ستة تحليقات بالقرب من آيو بين أواخر عام 1999 وبدايات عام 2002، وقد حصلت على صور عالية الدقة لآيو، بالإضافة إلى طيف سطحه، وأكدت على وجود براكين سيليكاتية عالية الحرارة على سطح آيو. سمحت أرصاد مركبة غاليليو البعيدة لعلماء الكواكب دراسة التغيرات على السطح الناتجة عن البراكين النشطة لهذا القمر.
وصلت المركبة الفضائية جونو إلى المشتري في عام 2016، وقد صُممت هذه المهمة لدراسة الغلاف الجوي للمشتري، بالإضافة إلى باطنه، وقد أجرت العديد من الأرصاد البعيدة لآيو باستخدام تلسكوبها الذي يعمل بطول الموجة المرئي، وكاميرة جونو (جونو كام)، بالإضافة إلى المصور والمطياف بالأشعة تحت الحمراء الخاص بالمركبة (جاي آي أر إيه إم).
وضعت ناسا رفقة وكالة الفضاء الأوروبية خططًا للعودة إلى نظام المشتري في عشرينيات القرن الواحد والعشرين. تخطط وكالة الفضاء الأوروبية لإطلاق مستكشف أقمار المشتري الجليدية (جوس) لاستكشاف كل من الأقمار غانيميد، وأوروبا، وكاليستو في عام 2022، بينما ستطلق ناسا بعثة التحليقات المتعددة حول القمر أوروبا (معروفة سابقًا باسم أوروبا-كليبر) في عام 2025. ستصل كلا المهمتين إلى نظام المشتري في نهاية عشرينيات وبداية ثلاثينيات القرن الواحد والعشرين، ويجب أن تقدر على إنجاز الأرصاد البعيدة لآيو. إنّ مهمة راصد براكين آيو المقترحة بمثابة مهمة في برنامج ديسكفري تخوض حاليًا منافسة ليجري اختيارها، إذ سيكون استكشاف آيو مهمتها الرئيسية. في أثناء ذلك، يستمر رصد آيو من قِبل تلسكوب هابل الفضائي بالإضافة إلى الفلكيين الذين يستخدمون التلسكوبات الأرضية مثل مرصد كيك، والمرصد الأوروبي الجنوبي.

## الاكتشاف: 1610

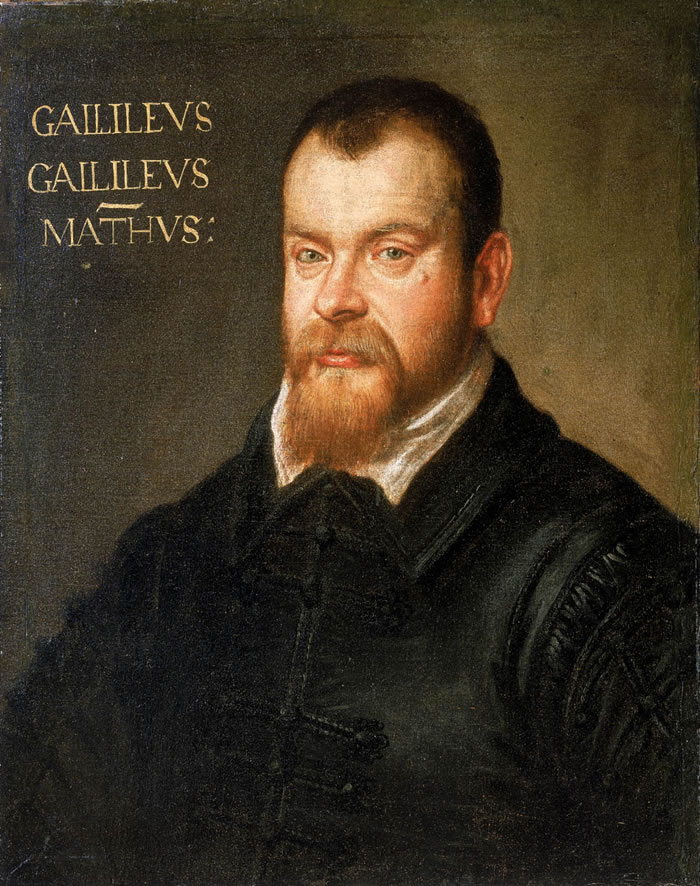
غاليليو غاليلي

سُجِّلت أوّل عملية رصد للقمر آيو باسم الفلكي غاليليو غاليلي من إقليم توسكانا في 7 يناير عام 1610 باستخدام تلسكوب انكساري ذات قوة تكبير 20 ضعف من جامعة بادوفا في جمهورية البندقية. كان هذا الاكتشاف ممكنًا بسبب اختراع التلسكوب في هولندا قبل أكثر من عام بقليل، وعن طريق ابتكارات غاليليو لتحسين قوة تكبير هذه الأداة الجديدة. لاحظ غاليليو أثناء رصده لكوكب المشتري في مساء السابع من يناير نجمتين شرق المشتري ونجمة غربه. بدا أنّ المشتري وهذه النجوم الثلاثة في خط موازي لمسار الشمس. اكتُشف أنّ النجم الأبعد من جهة الشرق هو كاليستو، بينما النجم من جهة الغرب هو غانيميد. وكان النجم الثالث الأقرب إلى المشتري عبارة عن مزيج من ضوء آيو وأوروبا، لأنّ قوة التكبير العالية لتلسكوب غاليليو في ذلك الوقت كانت منخفضة جدًا لتستطيع فصل القمرين إلى نقطتين مستقلتين من الضوء. رصد غاليليو المشتري في المساء التالي، في 8 يناير عام 1610، ورأي في هذه المرة ثلاثة نجوم إلى الغرب منه، وقد أشار هذا أنّ المشتري تحرك إلى شرق النجوم الثلاثة. كانت النجوم الثلاثة أثناء هذا الرصد في خط واحد إلى الغرب من المشتري هي (من الشرق إلى الغرب): آيو، وأوروبا، وغانيميد. كانت هذه المرة التي يُرصد ويُسجّل فيها كل من أوروبا وآيو على شكل نقاط ضوئية مستقلة، لذلك يستخدم الاتحاد الفلكي الدولي تاريخ 8 يناير 1610 بمثابة تاريخ اكتشاف هذين القمرين. استمر غاليليو في رصد نظام المشتري خلال الشهر والنصف التالي. رصد غاليليو كل الأقمار الأربعة في 13 يناير فيما عُرف لاحقًا بأقمار المشتري الغاليلية (أقمار غاليليو) لأوّل مرة في عملية رصد واحدة، على الرغم من رصده الأقمار الأربعة جميعها في أوقات مختلفة في الأيام السابقة. في 15 يناير، رصد حركة ثلاثة من هذه الأقمار بما في ذلك آيو، وتوصل إلى استنتاجات بأنّ هذه الأجسام لم تكن نجومًا في الخلفية، لكنها كانت في الواقع «ثلاثة نجوم في السماء تتحرك حول المشتري، كما يتحرك عطارد والزهرة حول الشمس». كانت هذه الأقمار الأولى التي تُكتشف لكوكب غير الأرض.
نُشرت الاكتشافات المتعلقة بآيو وأقمار غاليليو الأخرى الخاصة بكوكب المشتري في كتيب غاليليو سيديريوس نونتشوس أو رسول النجوم في مارس 1610. عُرفت لاحقًا الأقمار الجوفيانية (أقمار المشتري) التي اكتشفها بأقمار غاليليو، وهذا بعدما اقترح بنفسه اسم ميديتشيا سيديرا (النجوم الطبية) على اسم أنصاره الجدد عائلة ميديشي من مدينته فلورنسا. اقترح في البداية اسم كوزميكا سيديرا (نجوم الكون) على اسم قائد العائلة كوزيمو الثاني، لكن قرر كل من غاليليو وكوزيمو تغيير الاسم لتكريم العائلة كلها. لكن لم يسم غاليليو كل من الأقمار الأربعة بشكل فردي خارج النظام العددي الذي أُشير فيه إلى القمر آيو بمثابة المشتري I. وبحلول ديسمبر 1610، انتشرت أخبار اكتشاف غاليليو في أنحاء أوروبا بفضل نشر سيديريوس نونتشوس. أصبحت التلسكوبات ذات قدرة التكبير العالية كالذي كان بحوزة غاليليو متوفرة بشكل أكبر، مما جعل أمر رصد آيو والنجوم الطبية الأخرى ممكنًا خلال خريف وشتاء عام 1610-1611 للفلكيين مثل توماس هاريوت في إنجلترا، ونيكولا كلود فابري دي بايرسك، وجوزيف غوتييه دي لا فاليتي في فرنسا، ويوهانس كيبلر في بافاريا، وكريستوفر كالفوس في روما.